# Marieney

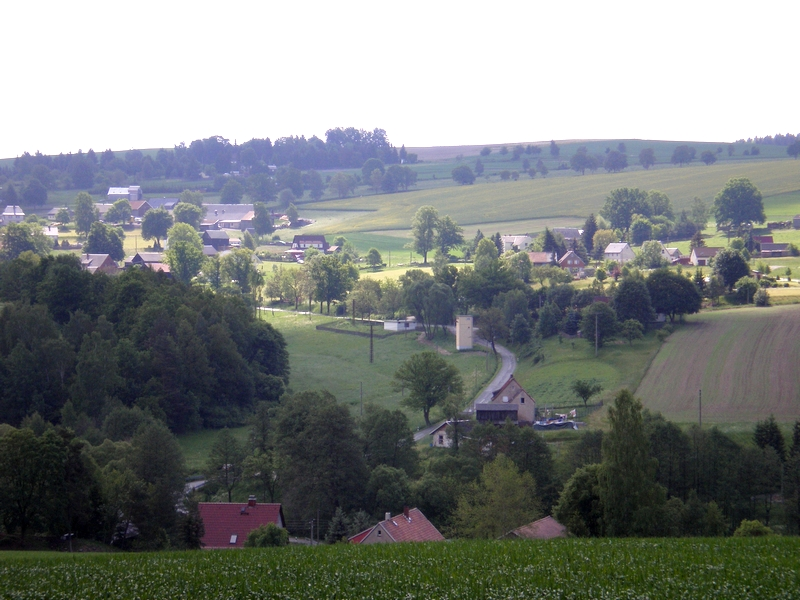
Marieney

Marieney (vogtländisch Moaringenei) ist ein Ortsteil der am 1. Januar 1994 gebildeten Gemeinde Mühlental im Vogtlandkreis in Sachsen. Der Ort liegt südöstlich von Oelsnitz/Vogtl. an einer Verbindungsstraße, die bei Unterwürschnitz im Tal der Weißen Elster von der Bundesstraße 92 abzweigt und weiter nach Schilbach und Schöneck/Vogtl. führt.

## Geschichte
Die Ersterwähnung des Ortes soll 1279 mit der Nennung von Luther de Marchenia erfolgt sein.
Auf der Ortsflur von Marieney, die in der Pflege bzw. im späteren Amt Voigtsberg lag, konnte durch archäologische Grabungen die Anlage eines spätmittelalterlichen Hammerwerks nachgewiesen werden, was beweist, dass es im oberen Vogtland eine ähnliche Dichte von Eisenhämmern wie im Raum Pirna gab.
Am 9. März 1416 übereignete Landgraf Friedrich der Jüngere von Thüringen in Weimar der bei ihm zu Lehen gehenden Pfarrkirche von Marieney einen Hof im dortigen Dorf, darin der Knabe wohnhaftig gewesen ist (wohl ein illegitimer Spross der Landgrafenfamilie?).
Über viele Jahre war im 15. Jahrhundert die Familie Toss die einflussreichste und begütertste Familie im Ort. Sie errichtete mehrere Stiftungen für die dortige Kirche und stand im Kontakt zu den Wettinern. Auch die Kirchgemeinden umliegender Orte profitierten von der Freigebigkeit der Familie Toss. Julius Mosen berichtet in seinen Erinnerungen, im von Mosen als „Schloss“ bezeichneten Rittergut habe in seiner Kindheit „ein alter pensionierter Hauptmann von Thoß“ gewohnt, „der letzte männliche Spross seines Hauses“. Dieser habe aus Sparsamkeit nach dem Tod seiner Frau die im Hause lebende Gouvernante geheiratet, „um den Gehalt zu sparen“.
1537 kam es zwischen der Ritterschaft und den Städten des Vogtlands wegen des Malzens, Brauens und Bierschenkens zu einem Bierkrieg, von dem auch die Schenke in Marieney neben 23 anderen ritterschaftlichen Gasthäusern betroffen war.

## Entwicklung der Einwohnerzahl
| Jahr | Einwohnerzahl                |
| ---- | ---------------------------- |
| 1583 | 32 besessene Mann, 4 Häusler |
| 1764 | 31 besessene Mann, 9 Häusler |
| 1834 | 646                          |
| 1871 | 727                          |

| Jahr | Einwohnerzahl |
| ---- | ------------- |
| 1890 | 681           |
| 1910 | 800           |
| 1925 | 815           |
| 1939 | 766           |

| Jahr   | Einwohnerzahl |
| ------ | ------------- |
| 1946   | 804           |
| 1950   | 764           |
| 1964   | 525           |
| 1990 1 | 462           |

## Öffentlicher Nahverkehr
Marieney ist mit der vertakteten RufBus-Linie 98 des Verkehrsverbunds Vogtland an Wohlbach, Saalig, Ober- und Unterwürschnitz sowie Elstertal angebunden. In Elstertal besteht Anschluss zur TaktBus-Linie 92 in Richtung Plauen/Oelsnitz und Bad Elster/Adorf.

## Sehenswürdigkeiten
- neugotische Kirche von 1892 mit Ausstattung aus dem Vorgängerbau (ehem. Wallfahrtskirche)[4]
- zwei Griebenherde, ein Steinkreuz
- Kulturdenkmal „Haartmühle“
- Zürnerdenkmal an der Dorfstraße
- Mosendenkmal auf dem Friedhof
- zwei Kriegerdenkmale

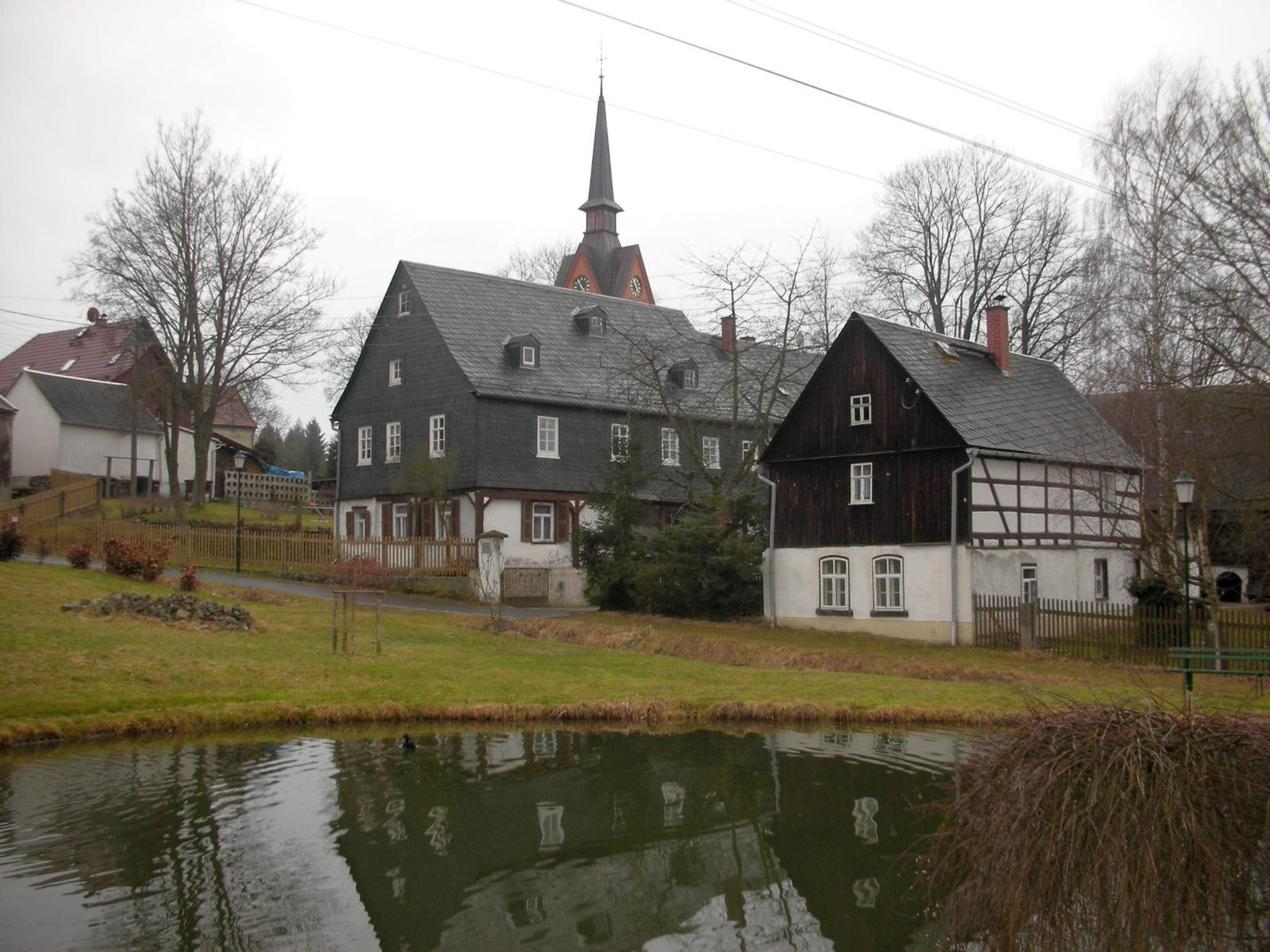
Kirche und Pfarrhaus
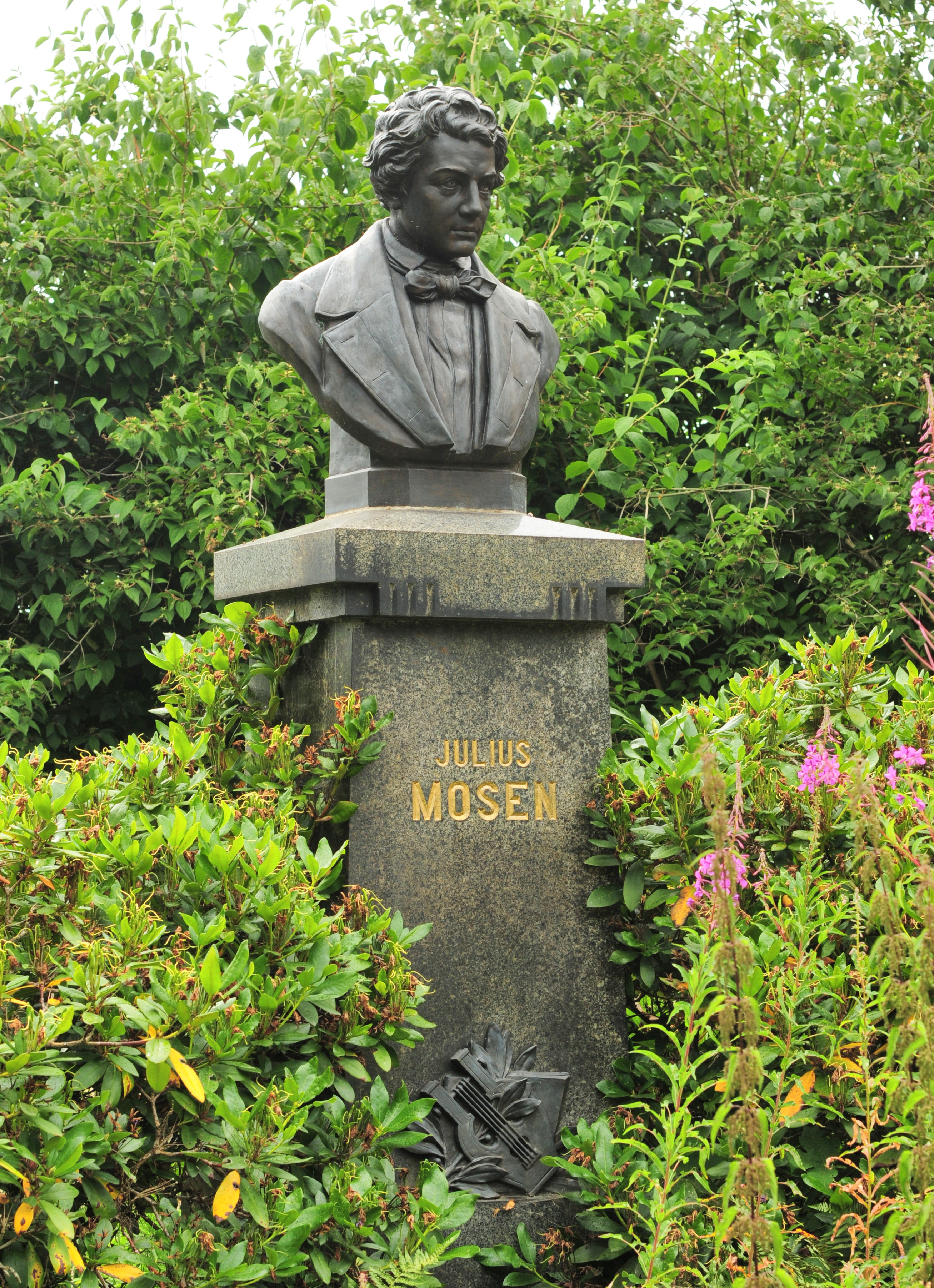
Denkmal für Julius Mosen

## Söhne und Töchter des Ortes
- Adam Friedrich Zürner (1679–1742), Kartograf
- Julius Mosen (1803–1867), Dichter, Verfasser des Andreas-Hofer-Lieds
- Karl August Windisch (1816–1902), Schriftsteller[5]
- Johannes Hellinger (1935–2022), Orthopäde